# St. Laurentius (Mainbach)

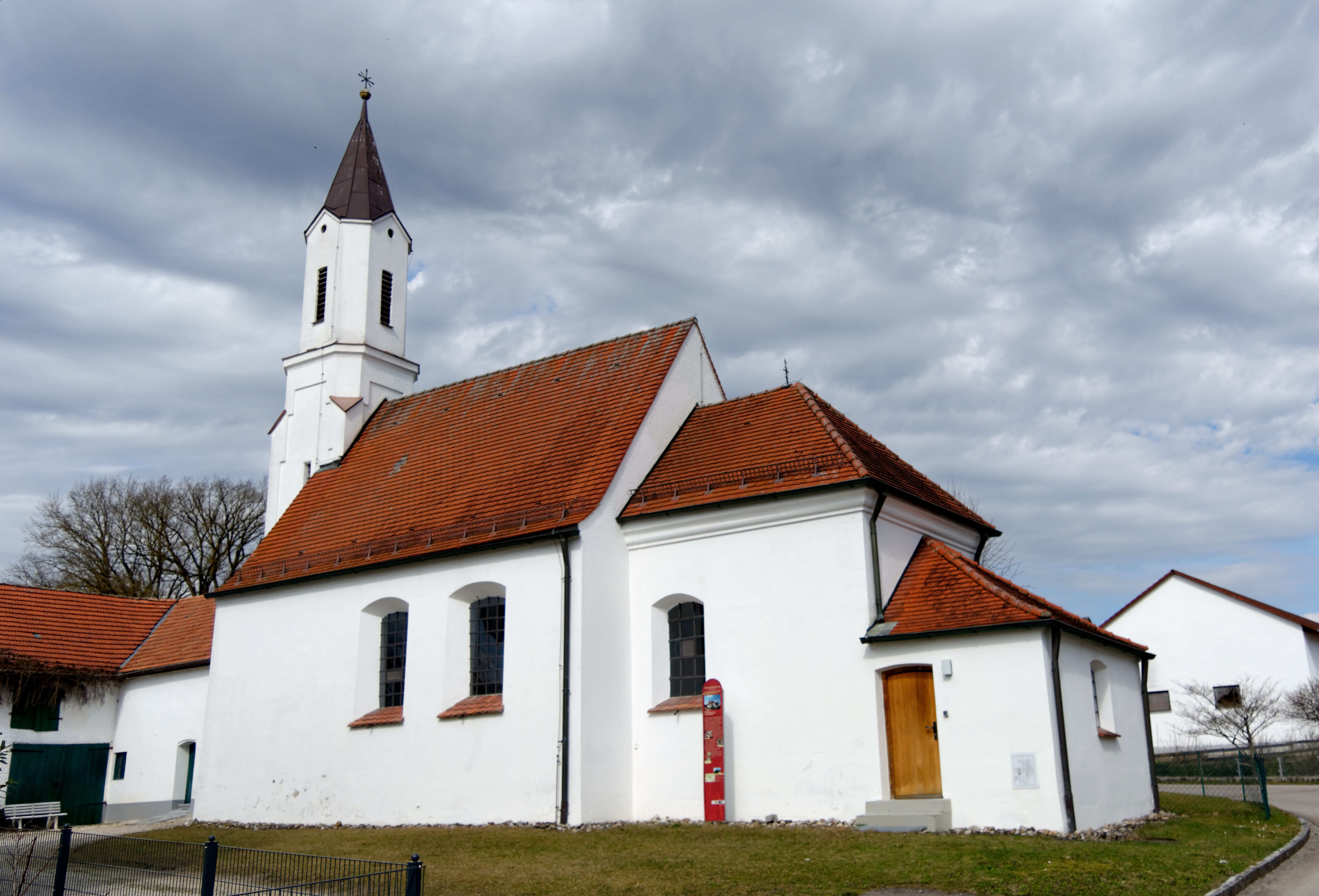
St. Laurentius in Mainbach

Die katholische Kirche St. Laurentius ist ein Baudenkmal in Mainbach bei Hollenbach. Sie ist eine Filiale der Hollenbacher Pfarrei St. Peter und Paul.

## Geschichte
Das Patrozinium von St. Laurentius könnte auf das Jahr 955 zurückgehen, das Jahr der Lechfeldschlacht, welche am Laurentiustag stattfand. Eventuell sind im Bau noch Reste einer romanischen Chorturmkirche verborgen. Seit dem 13. Jahrhundert gehört die Kirche zur Pfarrei Hollenbach. 1266 gelangte die Kirche in den Besitz des Klosters Fürstenfeld. Der heutige schlichte Rechteckbau mit Satteldach wurde um 1660 errichtet und im frühen 18. Jahrhundert verändert. 1821 wurde der Turm baufällig und daher abgetragen. Der heutige neugotische Spitzhelmturm stammt aus dem Jahr 1874. Das Bild der schmerzhaften Muttergottes im Hauptaltar war im 18. Jahrhundert Ziel einer regional begrenzten Wallfahrt, wovon heute noch ein Votivbild aus dem Jahre 1797 zeugt.

## Ausstattung
Das Kircheninnere wurde 1719 barockisiert. Aus dieser Zeit stammt auch der Altar mit dem Gnadenbild. Auch die übrigen Bilder haben Maria zum Thema. Die Figuren am Hochaltar stellen die Heiligen Laurentius, Martin, Rochus und Sebastian dar. Im Deckenfresko aus der ersten Hälfte des 20. Jahrhunderts ist das Martyrium des heiligen Laurentius dargestellt.